# Mursilis III
Mursilis III, também conhecido como Uri-Tessube, foi um rei dos hititas que assumiu o trono do império hitita (Novo Reino) em Taruntassa após a morte de seu pai. Era primo de Tudália IV e da rainha Maathorneferure. Ele governou por volta de 1282–1275 a.C. (cronologia média) ou 1272–1265 a.C. (cronologia curta).

## Biografia
Era o filho mais velho sobrevivente de Muatal II. Era neto de Mursilis II. Durante seu reinado, Mursilis III reverteu a capital de Taruntassa (como havia sido sob Muatal) de volta para Hatusa (KBo 21.15 i 11-12). No entanto, os assírios capturaram Hanigalbate, o que enfraqueceu severamente sua legitimidade para governar o Império Hitita. Em seu sétimo ano, Mursilis III atacou e tomou o controle das fortalezas regionais de seu tio Hatusil de Haquepissa e Nerique dentro do Império Hitita, a fim de remover Hatusil como uma ameaça ao trono. Haquepissa serviu como o centro do poder de Hatusil, enquanto Nerique estava sob a influência de Hatusil, da posição deste último como sumo sacerdote lá. Hatusil então afirma em um texto bem conhecido:
"Durante sete anos me submeti [ao rei]. Mas por ordem divina e com impulso humano, Uri-Tessube procurou me destruir. Ele tirou Haquepissa e Nerique de mim. Agora não me submeti mais a ele. Fiz guerra contra ele. Mas não cometi nenhum crime ao fazê-lo, levantando-me contra ele com carros ou no palácio. De maneira civilizada, comuniquei-me assim com ele: 'Você começou as hostilidades comigo. Agora você é o Grande Rei, mas eu sou rei de apenas uma fortaleza. Isso é tudo o que você me deixou. Vir! Istar de Samuha e o Deus da Tempestade de Nerique decidirão o caso por nós!" Já que escrevi a Uri-Tessube desta maneira, se alguém agora diz: 'Por que depois de torná-lo rei você agora escreve para ele sobre a guerra?' (minha resposta seria); "Se ele não tivesse começado a lutar comigo, Istar e o Deus da Tempestade o teriam submetido a um pequeno rei?" Porque ele começou a lutar comigo, os deuses o submeteram a mim por seu julgamento." (Apol. §10C, III 63-79) 

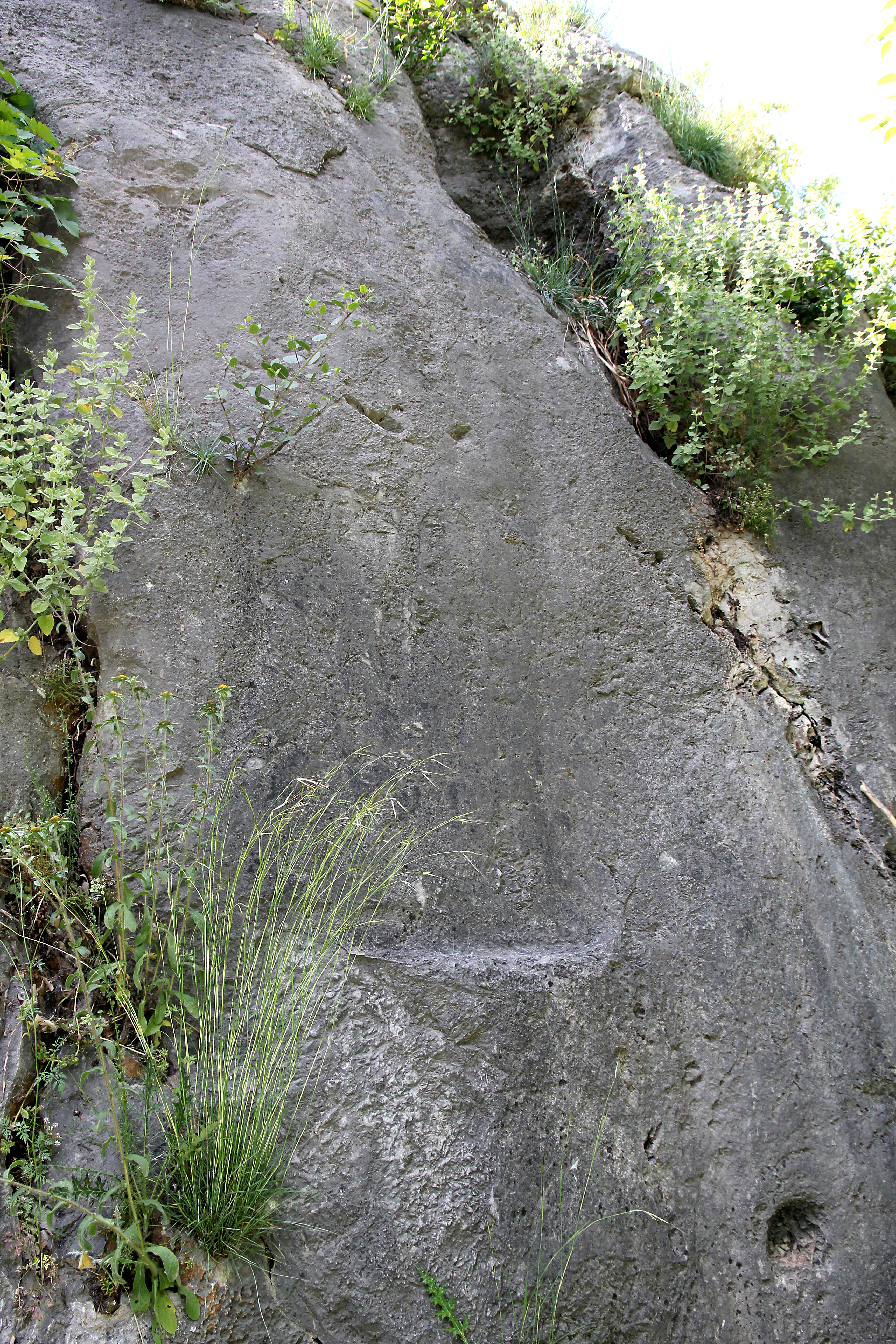
O relevo rochoso apagado em Sirkeli Höyük que se acredita ser de Mursilis III

Consequentemente, o reinado de Mursilis III foi de sete anos. Na revolta subsequente, Hatusil reuniu uma força considerável. Isso incluía aliados naturais de suas fortalezas locais de Nerique e Haquepissa, bem como muitos hititas não alinhados que ficaram impressionados com seu histórico de serviço ao Império Hitita. Sua vitória militar estratégica sobre Ramessés II do Egito na Batalha de Cades, em 1274 a.C., foi favoravelmente contrastada com o "ocupante indistinto e amplamente não comprovado do trono de Hatusa" - Uri-Tessube/Mursilis III - que havia perdido Hanigalbate para a Assíria em seu reinado.  As forças de Hatusil incluíam até mesmo elementos dos povos gasgas que eram inimigos jurados dos hititas. Hatusil rapidamente derrotou Mursilis III e tomou o trono de seu sobrinho; ele então sucedeu ao poder como rei Hatusil III. Após sua vitória, Hatusil nomeou o irmão ou cunhado de Mursilis, Curunta, como o rei vassalo sobre Taruntassa, a fim de ganhar a lealdade deste último.
Localizado perto da aldeia de Sirkeli Höyük, há um relevo bem conhecido de Muatal II. Um segundo relevo, muito semelhante, estava a poucos metros de distância, mas foi em grande parte destruído na antiguidade. A natureza do dano indica uma destruição deliberada, de modo que o nome dessa figura não pôde ser lido. No entanto, acredita-se que tenha sido o alívio de Mursilis III, destruído por seu tio como um ato de Damnatio memoriae (condenação da memória).
Mursilis fugiu para o Egito, a terra do inimigo de seu país, após o fracasso de seus planos para expulsar seu tio do trono. Hatusil III respondeu a este evento exigindo que Ramsés II extraditasse seu sobrinho de volta para Hati.
Esta carta precipitou uma crise nas relações entre o Egito e Hati quando Ramsés negou qualquer conhecimento do paradeiro de Mursilis em seu país e os dois impérios chegaram perigosamente perto da guerra. No entanto, ambos os reis finalmente decidiram resolver a questão fazendo as pazes no Ano 21 de Ramsés II. Uma cláusula de extradição também foi incluída no tratado. Mursilis III logo depois desaparece da história após sua estada no Egito.
Mursilis III aparentemente teve um filho. Um certo Hartapu se autodenomina um grande rei e filho do grande rei Mursilis, que normalmente é identificado com Mursilis III. Hartapu provavelmente governou Tarhuntassa na 2ª metade do século 13 a.C.

## Na cultura popular
O romance "The Lost Valor Of Love" de E.A. Carter inclui Uri-Tessube como personagem principal.